# Justin Gaston
Justin Michael Gaston, född 12 augusti 1988 i Pineville i Louisiana, är en amerikansk singer-songwriter, fotomodell, och skådespelare. Han har bland annat medverkat under en kortare period (fyra månader) i TV-serien Våra bästa år år 2014, i rollen som Ben Rogers. Han har också medverkat i TV-serien The Young and the Restless, i rollen som Phillip "Chance" Chancellor, samt spelat rollen som Bristol Palins expojkvän, tillika exfästman, Levi Johnston, i filmen Game Change från 2012.
Gaston har tidigare varit i ett förhållande tillsammans med sångerskan och skådespelerskan Miley Cyrus, som han gjorde slut med under sommaren 2009. Sedan september 2012 är han istället gift med skådespelerskan Melissa Ordway, med vilken han har två döttrar, födda 2016 och 2017.

## Filmografi (i urval)

### Film
- 2012 – Game Change

### TV
- 2009 – Glee (TV-serie)
- 2013 – The Client List (TV-serie)
- 2014 – Våra bästa år (TV-serie)
- 2020 – The Young and the Restless (TV-serie)